# Luke Kibet
Luke Kibet (Kenia, 12 de abril de 1983) es un atleta keniano, especialista en la prueba de maratón, con la que ha llegado a ser campeón mundial en 2007.

## Carrera deportiva
En el Mundial de Osaka 2007 gana la medalla de oro en la maratón, con un tiempo de 2:15:59, quedando por delante del catarí Mubarak Hassan Shami y suizo Viktor Röthlin.